# Josep Maria Moliné
Josep Maria Moliné (Barcelona, 25 de enero de 1819 - Barcelona, 1883) fue un compositor español del siglo XIX.

## Biografía
Estudió composición con el maestro de capilla de la Basílica de Santa María del Mar Ramon Aleix y Batlle y violín con Francesco Beroni, director del Teatro de la Santa Cruz de Barcelona. Después de viajar a Cuba como violinista y volver a Barcelona, empezó a dirigir la orquesta de los conciertos de José Anselmo Clavé entre 1858 y 1866. También dirigió la Sociedad Coral Barcino.
Formó parte de diversas formaciones: Orquesta del Gran Teatro de Marsella (cuando tenía 14 años), en los teatros Tacón y Principal de La Habana (a los 16 años al irse a Cuba), Sociedad Filarmónica de Santa Cecilia, compuso y dirigió una misa en la iglesia de Matanza; cuando volvió a Barcelona dirigió bailes de la orquesta del Teatro Nou y formó parte del Gran Teatro del Liceo donde fue violinista solista y dirigió algunas óperas.
Momentos a destacar: 
- Su primer concierto fue el 16 de julio de 1862[1]  en el que se estrenó fragmentos de la opera Tanhausser con diversas formaciones: Coro Euterpe, el coro de mujeres del Gran Teatro del Liceo, músicos de la orquesta, la Banda del Regimiento de la Princesa y el batallón de Cazadores de Infantería de Alcántara.
- Se encargó de preparar la orquesta para recibir a la reina Isabel II en Montserrat con los coros de José Anselmo Clavé y la Cobla Empordanesa de José Ventura.
- En el año 1866 hace el último concierto con la orquesta Euterpe, coincidiendo con el cambio de lugar de los conciertos.
- Participó como jurado, y dirigiendo la orquesta, en los festivales corales de 1862 y 1864.

## Obras
- "El jardín" (chotis) (1861)
- "Celia" (americana) (1862)
- "La festival" (contradanza) (1863)
- "La jalea" (americana) (1863)
- "El diclé" (chotis) (1865)